# 加藤哲文
加藤 哲文（かとう てつぶみ）は、日本の教育学者、公認心理師、臨床心理士。専門は学校臨床心理学、特別支援教育、応用行動分析学。上越教育大学大学院特任教授。

## 経歴
1987年3月、筑波大学大学院博士課程心身障害学研究科を修了。1989年9月に日本特殊教育学会研究奨励賞を受賞し、1991年には日本行動療法学会内山記念賞を受賞した。2000年4月より上越教育大学大学院臨床・健康教育学系教授を務めている。

## 著書
- かんもくって 何なの!?: しゃべれない日々を脱け出た私
- 応用行動分析学入門―障害児者のコミュニケーション行動の実現を目指す
- 特別支援教育を支える行動コンサルテーション―連携と協働を実現するためのシステムと技法
- みんなにやさしい授業の実践
- 学校支援に活かす行動コンサルテーション実践ハンドブックー特別支援教育を踏まえた生徒指導・教育相談への展開
- すぐに役立つ自閉症児の特別支援Q&Aマニュアル―通常の学級の先生方のために
- 高校ではじめるスクールワイドPBS
- わかりやすい心身障害学
- 言語障害 (情緒障害児双書)